# Unni Lund
Unni Lund, född 15 juli 1914 i Sandefjord, död 7 september 2007 i Bærum, var en norsk målare.
Lund studerade vid Statens Kunstakademi 1945 och vid Konsthögskolan i Stockholm. Hon målade både landskap och abstrakta motiv, och arbetade i olja, akryl och akvarell. Dessutom utförde hon även grafik, kollage och utsmyckningar i glas och koppar. Hon är representerad vid Museet for samtidskunst i Oslo med fem verk.